# 독일 해군
독일 해군(獨逸海軍, 독일어: Deutsche Marine)은 독일의 해군으로, 독일 연방방위군(Bundeswehr)의 일원이다.
독일 해군의 기원은 1848년 ~ 1852년의 국가함대(Reichsflotte)로 거슬러 올라가며, 북독일 연방해군(Norddeutsche Bundesmarine, 1866년 ~ 1871년)으로 발전한 프로이센 해군과 직접적인 연관이 있다. 북부 독일 연방 해군은 독일 제국해군(Kaiserliche Marine, 1872년 ~ 1918년)이 되었고, 1919년 ~ 1921년(Vorläufige Reichsmarine), 그 이후(Reichsmarine), 1935년 ~ 1945년(Kriegsmarine)으로 그 명칭을 바꾸었다.
1945년 ~ 1956년에는 전쟁해군(Kriegsmarine)의 멤버로 구성된 독일의 수뢰 제거 본부와 후임 기관이 이후의 독일 해군의 중간 단계의 역할을 담당하였고, 1956년에는 서독이 북대서양 조약기구에 가입하면서 새로운 해군이 설립되어 연방해군(Bundesmarine)으로 불리게 되었다. 1990년의 독일 통일로 동독의 인민해군(Volksmarine)과 합쳐져 독일 해군(Deutsche Marine)이 되었다.

## 함정
- 프리깃함 15척
- 라인란트 팔츠함
- 코벳트함 2척
- 미사일 고속함 10척
- 잠수함 4척 이상
- 기타 함정 36척

## 같이 보기
- 독일 공군
- 독일 육군